# Marita Katuszewa
Marita Wiktorowna Katuszewa, z domu Awien (ros. Марита Викторовна Катушева (Авен), ur. 19 kwietnia 1938 w Moskwie, zm. 21 stycznia 1992 tamże) – rosyjska siatkarka reprezentująca ZSRR, medalistka igrzysk olimpijskich, mistrzostw Europy i świata.

## Życiorys
W 1961 Marita Awien ukończyła Moskiewski Państwowy Uniwersytet Techniczny im. N. E. Baumana. W 1962 była w składzie reprezentacji Związku Radzieckiego, która zdobyła srebrny medal na organizowanych u siebie mistrzostwach świata. W następnym roku reprezentacja ZSRR, w której zagrała Katuszewa zwyciężyła na mistrzostwach Europy odbywających się w Rumunii. Wystąpiła na igrzyskach olimpijskich 1964 w Tokio. Zagrała wówczas w dwóch meczach (wygranych – z Polską i Stanami Zjednoczonymi). Reprezentantki Związku Radzieckiego odniosły jedną porażkę (z Japonkami) i zajęły drugie miejsce w turnieju. W reprezentacji grała w latach 1962–1964.
W latach 1959–1971 grała w klubie Dinamo Moskwa. Ośmiokrotnie zdobywała z nim medale mistrzostw ZSRR, w tym mistrzostwo w 1960, 1962, 1970 i 1971. Ponadto w 1967 została mistrzynią kraju jako reprezentantka Moskwy. Siedmiokrotnie zwyciężała w Pucharze Europy Mistrzyń Krajowych (w 1961, 1963, 1965 i latach 1968–1971). W 1966 została wyróżniona tytułem Zasłużony Mistrz Sportu ZSRR.
Karierę sportową zakończyła w 1971. Zmarła 21 stycznia 1992. Została pochowana na cmentarzu Pieriedielkinskoje w Moskwie.